# Privremena e-mail adresa
Privremena, jednokratna ili javna e-mail adresa upotrebljava se za zaštitu od spama na način da za svaki kontakt između pošiljatelja i primatelja postavi nova e-mail adresa.
Svaki put kada unesete svoju e-mail adresu na web stranicama, izlažete se riziku da adresa završi u rukama spammera.
Taj rizik može se otkloniti korištenjem javne e-mail adrese.
Takve adrese se nude na raznim servisima koji prosljeđuju poštu s privremene na vašu stvarnu adresu.
U slučaju da na adresu počne pristizati spam, privremenu adresu možete otkazati, te na taj način blokirati sve neželjene poruke.

## Vanjske poveznice
- Hrvatski servis za privremenu e-mail adresu  Arhivirana inačica izvorne stranice od 28. siječnja 2011. (Wayback Machine)